# Negayan tridentata
Espèce
Synonymes
- Gayenna tridentata Simon, 1886
- Gayenna exigua Mello-Leitão, 1940

Negayan tridentata est une espèce d'araignées aranéomorphes de la famille des Anyphaenidae.

## Distribution
Cette espèce est endémique d'Argentine. Elle se rencontre dans les provinces de Río Negro, de Chubut, de Santa Cruz et de Terre de Feu.

## Description
Le mâle décrit par Ramírez en 2003 mesure 3,59 mm et la femelle 4,12 mm.

## Publication originale
- Simon, 1886 : Arachnides recueillis en 1882-1883 dans la Patagonie méridionale, de Santa Cruz à Punta Arena, par M. E. Lebrun, attaché comme naturaliste à la Mission du passage de Vénus. Bulletin de la Société zoologique de France, vol. 11, p. 558-577 (texte intégral).